# Kelsey Veltman
Kelsey Jane Veltman (* 2. April 1996 in Brampton oder Halton Hills) ist eine kanadische Volleyballspielerin.

## Karriere
Veltman stammt aus einer Familie von Lacrosse-Spielern und betrieb den Sport anfangs auch selbst. Sie begann ihre Volleyball-Karriere an der Toronto District Christian High School. Von 2014 bis 2018 studierte sie an der University of Western Ontario und spielte in der Universitätsmannschaft Mustangs. 2018 stand die Mittelblockerin im erweiterten Kader der kanadischen Nationalmannschaft für die Weltmeisterschaft. Ein Jahr später nahm sie mit Kanada an der Sommer-Universiade 2019 teil und gewann den FIVB Challenger Cup. In der Saison 2019/20 spielte sie beim italienischen Erstligisten Banca Valsabbina Millenium Brescia. Anschließend wurde sie vom deutschen Bundesligisten SC Potsdam verpflichtet.
Im Beachvolleyball spielte Veltman 2015 und 2016 drei Turniere der NORCECA-Tour mit Victoria Altomare und Amanda Harnett. Veltman nahmen auch an der U21-Weltmeisterschaft 2016 in Luzern teil. Bei der FIVB World Tour 2017 der Frauen erzielten sie Top-Ten-Ergebnisse bei den 1-Stern-Turnieren in Daegu und Ulsan.